# Microchloa kunthii
Microchloa kunthii är en gräsart som beskrevs av Nicaise Auguste Desvaux. Microchloa kunthii ingår i släktet Microchloa och familjen gräs. Inga underarter finns listade i Catalogue of Life.